# Blair Waldorf
Blair Cornelia Waldorf Bass é a personagem protagonista da série literária Gossip Girl escrita por Cecily von Ziegesar, bem como das adaptações para a série de televisão homônima produzida pelo canal The CW Television Network e da série em mangá publicada pela editora Yen Press. Descrita como "uma garota de extremos" por von Ziegesar, Blair é uma garota engraçada e superdotada que possui tanto um lado esnobe quanto um sensível. Devido a sua condição de "abelha-rainha" na sociedade de Manhattan, o seu comportamento e os seus relacionamentos estão sob constante vigilância de uma popular blogueira anônima denominada Gossip Girl.
A atriz Leighton Meester, a intérprete da personagem na série de televisão, descreveu Blair como uma garota insegura acerca da sua condição social, e que essa sua constante preocupação gera falhas e complexidades que contribuem para o desenvolvimento da personagem. Ainda na opinião de Leighton , Blair é uma boa garota, divertida de interpretar, pois "ela diz e faz coisas que ninguém teria coragem de fazer na vida real".
Blair foi comparada com personagens vintages de filmes e livros como Becky Sharp e Lizzie Eustace. A atuação de Leighton Meester também atraiu comparações com personagens interpretadas por Joan Collins e Audrey Hepburn. Blair é a personagem que recebeu as melhores críticas na série de livros, assim como a personagem da televisão também atraiu bastante atenção devido aos seus relacionamentos e o seu vestuário, sendo considerada um ícone de estilo e elegância.

## Obras impressas
Gossip Girl possui obras impressas em formatos de livro e mangá que narram os acontecimentos acerca dos proeminentes acerca dos proeminentes adolescentes da elite de classe alta de Manhattan durante o período da escola de ensino médio e também da universidade. A história acompanha, principalmente, a relação tênue de amizade e rivalidade entre as personagens Blair Waldorf e Serena van der Woodsen, duas melhores amigas que são destaques em um site intitulado Gossip Girl, onde uma blogueira popular publica fofocas anonimamente ao longo da história.

### Série literária

#### Aparência e personalidade
Blair Cornelia Waldorf é apresentada como uma garota atraente, de longos cabelos castanho-escuros, 1,65 metros de altura e de olhos azuis brilhantes. Blair ainda é descrita como uma anti-heroína de temperamento forte, maligna, ambiciosa, bulímica, engraçada e que sempre tem pensamentos malévolos sobre todos. Em situações distintas, também é descrita como uma garota obediente e dócil. Blair também é notável por sua natureza superdotada, além de sua tendência em buscar ser sempre o centro das atenções, o que muitas vezes a leva a ter sentimentos paranoicos que resultam em situações engraçadas ou dramáticas. Blair tem como inspiração a atriz Audrey Hepburn, característica que a escritora da série aderiu de uma amiga que era obcecada pela atriz.
Em sua crítica para o The New Yorker, Janet Malcolm comentou que os conflitos de Blair fazem dela "uma pessoa mais real" do que as outras personagens de Gossip Girl, e que "ela já tem todo o dinheiro e a posição que qualquer pessoa poderia querer". A autora da série, Cecily von Ziegesar, afirmou se identificar mais com Blair, explicando que "ela é tão imprevisível e dramática. Uma vadia, mas entendemos o porque dela ser uma vadia e gostamos dela de qualquer maneira". Também afirmou que entre todas as suas personagens, ela ama mais a Blair, a sua "personagem mais malvada".

#### Enredo
Blair é filha do famoso advogado Harold Waldorf III e da anfitriã Eleanor Waldorf. Ela nasceu e cresceu na alta sociedade do Upper East Side, em Manhattan, onde vive em uma cobertura na Quinta Avenida com sua mãe, e seu padrasto, Cyrus Rose. Blair estuda no Constance Billard School, um colégio particular para garotas situado no centro nova iorquino e sonha em cursar o ensino superior na prestigiada Universidade de Yale. No decorrer da série literária, Blair sofre com as inúmeras mudanças na sua família como o divórcio de seus pais após seu pai, Harold, assumir a sua homossexualidade e mudar-se para a França para viver com o namorado, Giles, bem como o novo casamento de sua mãe e sua dificuldade em aceitar o seu padrasto, Cyrus. Apesar de todos os acontecimentos, Blair mantém uma relação próxima com o seu pai, Harold, a quem procura quando busca conforto, ao contrário de sua mãe, Eleanor, com quem mantém uma relação tensa.
Blair tem como sua melhor amiga e maior rival Serena van der Woodsen, e é apaixonada por Nate Archibald, seu namorado e amigo desde a infância. Quando Serena volta de um internato, Blair descobre que ela transou com Nate. Este é o inicio do primeiro triângulo amoroso que ocorre na série, e se faz importante pois a vida romântica de Blair influencia diretamente no desenvolvimento da personagem. Além do conflito por causa de Nate, é relatado que Blair se sente muito competitiva em relação à Serena em quesitos como beleza e popularidade, o que acarreta inveja por parte de Blair. Não fica claro o quanto da descrição de Blair sobre Serena é real, pois nos livros é descrito que as duas "são as garotas mais gatas do Upper East Side, talvez de toda a Manhattan ou até mesmo do mundo todo".
Após Nate magoá-la repetidamente, Blair se recusa a aceitá-lo de volta até que tenha certeza de que ele queira se comprometer seriamente. Entretanto, nesse intervalo, Blair começa a namorar um rapaz chamado Pete, e, ao ir atrás de Nate, acaba perdendo ambos. Com a ajuda de seu pai, acaba reconhecendo os erros que cometeu. Em seguida, fica próxima de Chuck Bass (o que ocorreu primeiramente na série de televisão), a quem conhece há anos e namora brevemente.
Blair encontra-se em meio a um contratempo durante sua entrevista para a Universidade de Yale ao revelar para o entrevistador todo o estresse que tem ocorrido em sua vida, além de beijá-lo na bochecha ao se despedir. Então, seu pai faz uma doação para a universidade, embora Blair ainda esteja na lista de espera. No décimo segundo livro, I Will Always Love You, é revelado que ela foi admitida na universidade.

### Série em mangá

Blair na série em mangá

Em dezembro de 2009, a editora norte-americana Yen Press anunciou que começaria a publicar mensalmente a partir de janeiro de 2010 uma série em mangá inspirada tanto na série de livros como na série de televisão de Gossip Girl. A série em mangás recebeu o nome de Gossip Girl: For Your Eyes Only e teve três volumes publicados. No primeiro volume, a história foca no triângulo amoroso entre Blair, Nate e Serena. No segundo, Blair perde todos os privilégios que possui e vai morar no Brooklyn em um apartamento dividido com Vanessa, além de perder Nate para Serena. Já no volume três, Blair consegue reaver seus privilégios e está em busca de vingança.
Além desta série, Blair também aparece na adaptação de mangá Gossip Girl: Psycho Killer, uma paródia de histórias de terror.

## Série de televisão

### Escolha da atriz e desenvolvimento da personagem
A partir de dezembro de 2006, foram iniciados os testes de elenco para escalar os atores que interpretariam os personagens da série de televisão. A atriz Leighton Meester achou a personagem Blair Waldorf perfeita para interpretar, após seu agente lhe enviar o roteiro de Gossip Girl. Durante o processo de escolha, os produtores pediram a Meester que ela tingisse de castanho o seu cabelo naturalmente loiro, pois a personagem loira da história seria Serena, e Blake Lively já havia sido escalada para interpretá-la. Stephanie Savage, uma das responsáveis pela série de televisão, explicou que os produtores somente exigiram que Meester tingisse seu cabelo porque essa era uma das característica acerca da aparência de Blair Waldorf nos livros que eles queriam manter, e também em razão de todos já estarem confiantes em escolhê-la para interpretar a personagem.
Para entender a personagem e buscar interpretá-la da maneira que os fãs a imaginavam, Meester leu o primeiro livro da série literária. Ela explicou que é difícil classificar a personagem porque "você a analisa e percebe que "Blair é um pouco de tudo, o que é incrível [...] ela muda a cada segundo". Como von Ziegesar, Meester relatou que se identifica com Blair em certos aspectos relacionados "as suas imperfeições originadas da sua insegurança. Ela sente toda uma pressão para ser perfeita: de ser a mais bonita, de ser a mais popular, de ser a mais amada", entretanto, Meester reforça que o que a faz diferente de Blair é que ela não dá tanta atenção para as suas inseguranças quanto a personagem. Acerca de sua atuação para incorporar a personagem, Meester disse que "o único jeito de interpretar a Blair [...] é torná-la humana, é encontrando um pouco dela dentro de mim. E eu sei que eu também tenho as minhas inseguranças".
A escolha de Meester para interpretar Blair foi descrita pelo Yahoo! como um "papel que a tornou uma estrela dos padrões da cultura pop de vanguarda". Von Ziegesar, autora da série literária, relatou que Meester foi a "escolha totalmente perfeita" para interpretar Blair. Em dezembro de 2010, Meester revelou planos de deixar a série de televisão em 2012, após cumprir o seu contrato. A imprensa em geral especulou que sua saída marcaria o fim da série.

## Enredo da série de televisão

### Primeira temporada
Na primeira temporada de Gossip Girl, Blair é apresentada como uma garota bonita e popular, considerada a "abelha-rainha" do Upper East Side. Ela mantém um relacionamento de longa data com Nate Archibald e tem Serena van der Woodsen como sua melhor amiga. No decorrer desta temporada, Blair também acaba desenvolvendo uma relação próxima com o melhor amigo de Nate, Chuck Bass, que se torna um parceiro em suas armações. Quando Serena retorna para casa depois de permanecer um tempo em um internato, Blair descobre que Nate a traiu com Serena. Blair se vinga de Serena ao revelar publicamente suas constantes visitas a um hospital de reabilitação. Entretanto, ela descobre que o paciente deste hospital, na verdade, é Eric, o irmão caçula de Serena que tentou se suicidar. Mais tarde, com remorso, Blair pede desculpas e elas se reconciliam.
Posteriormente, Blair rompe o namoro com Nate e acaba perdendo a virgindade com Chuck, se apaixonando por ele e desenvolvendo assim um triângulo amoroso. Sua incapacidade em escolher entre Nate e Chuck é um dos enredos importantes da primeira temporada. Paralelamente, Blair também inicia uma batalha de poderes com Jenny Humphrey, irmã caçula de Dan Humphrey, o namorado de Serena. Depois de Blair se juntar a Chuck e Nate para ajudar Serena contra as armações de Georgina Sparks, Chuck reconhece que está apaixonado por Blair e sugere que eles passem o verão juntos na Toscana. Entretanto, ele é desencorajado por seu pai, Bart, e acaba desistindo da viagem com Blair.

### Segunda temporada
No lançamento da segunda temporada, Blair foi descrita pelos criadores da série de televisão como a "rainha do xadrez" de Gossip Girl. A maior parte do enredo de Blair durante esta temporada gira em torno da sua relação de amor e ódio com Chuck Bass, sendo esta relação denominada pela  pela revista People como "o coração de Gossip Girl". Enquanto a relação de competitividade com Serena emerge, Blair cria uma amizade inesperada com Jenny, que diz a Blair o quanto ambas trabalham duro para alcançar seus objetivos enquanto Serena consegue tudo facilmente. Durante as entrevistas para suas admissões na Universidade de Yale, Blair e Serena se desculpam por suas maldades e reatam a amizade.
No episódio "O Brother, Where Bart Thou?", Chuck está desolado com a notícia da morte do pai, levando Blair a oferecer seu apoio incondicional e dizer a ele que o ama. Chuck inicialmente evita os avanços de Blair, mas acaba indo até ela a procura de conforto. Entretanto, os dois param de se encontrar por causa do tio de Chuck, Jack Bass, que o convence sobre sua incapacidade de se comprometer e manter um relacionamento sério. Após ser rejeitada pela Universidade de Yale, Blair recebe um inesperado encorajamento de Nate. Posteriormente, ela é admitida na Universidade de Nova York e sua competitividade com Georgina é eventualmente renovada.
No decorrer do final da temporada, Blair coroa Jenny como a nova "abelha-rainha" do Constance Billard School, local onde ela cursou o ensino secundário. No final da temporada , Blair descobre que Chuck transou com Vanessa Abrams. Chuck então decide ir embora para a Europa. Mais tarde, ele retorna para a cidade de Nova York e se reconcilia com Blair dizendo que a ama, e os dois, finalmente, se comprometem a ter um relacionamento sério.

### Terceira temporada
Na terceira temporada, Blair se junta a Vanessa, Georgina e Dan na Universidade de Nova York. Grande parte do enrendo de Blair nesta temporada é focado na sua incapacidade de conquistar sua antiga posição de "abelha-rainha". Ela tem bastante apoio emocional de sua mãe, bem como de Chuck. Entretanto, ela e Chuck se separam novamente quando Blair sente que ele a manipulou em uma competição com Jack.
Depois de um tempo, Blair transfere-se para a Universidade de Columbia e descobre que Chuck foi o responsável por sua admissão. Posteriormente, eles se juntam para tramar um plano a favor de Lily, mãe de Serena e mãe adotiva de Chuck. No final da temporada, Chuck tenta pedir Blair em noivado, mas é interrompido por Dan, que revela que Chuck transou com Jenny, fazendo com que Blair o despreze. Duas semanas depois, Blair e Serena vão a Paris para passar o verão juntas.

### Quarta temporada
Na quarta temporada, Blair e Chuck se tornam competitivos novamente, mas eventualmente se reconciliam mantendo uma relação estritamente sexual antes de reconhecerem que se amam de verdade. Quando o relacionamento interfere nos interesse da empresa de Chuck, eles rompem a relação novamente. Chuck promete que esperará por Blair, acreditando que o amor deles irá uni-los no final.
Blair então se junta a Dan devido aos seus objetivos em comum. Eles também acabam estagiando juntos na revista W., onde ocorrem diversos conflitos entre os dois. Chega o dia dos namorados e Blair descobre que Chuck gosta de Raina Thorpe, filha de um rival seu. Depois disso, ela e Dan passam a noite falando ao telefone enquanto assistem Rosemary's Baby. Blair então decide pedir demissão da W. e acaba dormindo com Dan em seu apartamento no Brooklyn. Depois, ao perceber que sentem algo um pelo outro, acabam se beijando.
Blair eventualmente decide que quer ficar com Chuck, mas foge dele quando ele tenta humilhar Dan. Posteriormente, ela é cortejada por um príncipe de Mônaco chamado Louis. Durante um confronto com Blair, Chuck, que estava bêbado, dá um soco em uma janela ao descobrir que Louis a pediu em casamento, machucando-a com um corte no rosto. Com isso, Blair decide aceitar o pedido de casamento de Louis. Mesmo comprometida com Louis, ainda se preocupa com Chuck e tenta avisá-lo sobre um possível problema na sua família. Ela então é sequestrada por Russell Thorpe, inimigo de Chuck e pai de Raina. Chuck vai em busca de Blair e a resgata. Logo após, desculpa-se por seus atos violentos. Os dois transam antes de Chuck aconselhar Blair a voltar para Louis, acreditando que ela seria mais feliz como ele. A temporada termina com a revelação de que Blair pode estar grávida.

#### Recepção ao triângulo amoroso
"Chuck e Blair estarão sempre conectados no modo deles, e Dan e Serena sempre estarão conectados no modo deles. Mas isso não significa que não haverá novas estradas para seguir que possam ser diferentes do que se previa inicialmente."

Joshua Safran, produtor
Na quarta temporada, o romance entre Dan e Blair se tornou um assunto polarizado entre os espectadores e também atraiu um interesse significativo da imprensa. Jarett Wieselman, do New York Post, elogiou o desenvolvimento pois no seu ponto de vista Blair tem mais "química" com Dan do que com Chuck. Chris Rovzar, da revista New York Magazine, descreveu o enredo de Blair e Dan como "acreditável", citando a educação e o gosto em comum deles. Rovzar foi mais longe e disse que "como eles vivem em um mundo onde ambos parecem ter meia dúzia de amigos verdadeiros, é tão louco assim se eles terminarem juntos?". O primeiro beijo entre Blair e Dan foi incluído na lista da Capricho dos melhores momentos da televisão em 2011. Dawn Fallik, do The Wall Street Journal, foi menos positivo e explicou que "ambos os personagens foram tão suavizados que não restou mais nenhuma diversão na série."
A respeito de Chuck e Blair, Meester declarou: "Eu posso me relacionar com isso — não necessariamente por causa dessa relação dramática e tumultuosa, mas pelo jeito que eles se amam verdadeiramente. É amor verdadeiro. Não existe ninguém para eles, a não ser eles mesmos." Meester também expressou carinho por Dan e Blair, explicando que "eles são bons um para o outro em várias maneiras, em uma maneira que Chuck e Blair não são."
Os produtores inicialmente notaram uma "química" entre Blair e Dan na primeira temporada, especificamente no episodio "Bad News Blair". De acordo com o produtor, Joshua Safran, os criadores da série planejaram revisitar a relação deles na hora certa. Safran também disse que a consequência não estava necessariamente decidida antes do tempo. "Uma coisa de que estamos conscientes — e eu sei que alguns fãs ficam chateados sobre isso — é que nós tentamos tratar os personagens como pessoas vivas, que respiram, indivíduos bem completos. E nós geralmente ficamos surpresos para onde a história deles os levam; eles abrem novas portas para nós todo o tempo."

#### Controvérsia
Após a exibição do The Princesses and the Frog, o vigésimo primeiro episódio da quarta temporada, Safran defendeu a série falando sobre a cena em que Chuck tornou-se violento com Blair.
| “ | "A forma como vimos, acredito que está muito claro que Blair não está com medo, nestes momentos, por ela. Eles tem uma relação volátil, eles sempre têm, mas eu não acredito — ou eu deveria dizer que nós não acreditamos — que é abusivo quando se trata deles dois. Chuck não tenta machucar Blair. Ele soca o vidro pois está com raiva, mas ele nunca machucou e nunca machucará Blair. Ele sabe disso e ela também, e eu sinto que é muito importante saber que ela não está com medo — entre tantas coisas, ela está com medo por Chuck — e o quê ele pode fazer consigo, mas ela nunca está com medo do que ele pode fazer com ela. Leighton e eu fomos bem claros sobre isso." | ” |

A respeito deste comentário de Safran, Carina MacKenzie, do Zap2it, declarou: "Ficamos pensando se Safran não viu a parte onde ela [Blair] foi embora para casa sangrando porque Chuck estava usando de intimidação física para expressar suas próprias emoções." Analisando o episódio, Tierney Bricker, do Zap2it, sentiu que "realmente não havia mais desculpas para Chuck Bass." MacKenzie concluiu que o comportamento de Chuck durante a quarta temporada se encaixa nos sintomas de um relacionamento abusivo, como a humilhação pública que Chuck fez Blair passar, sua tentativa de emprenhá-la em favor de um acordo nos negócios, e o uso de intimidação física. MacKenzie também classificou a explicação de Safran como "perturbadora, particularmente por causa dos espectadores de Gossip Girl e do canal The CW."
Em sua crítica para o Los Angeles Times, Judy Berman comentou  a descrição de Safran sobre o comportamento de Blair naquela cena. "Considerando o quão assustada Blair parecia no final do encontro deles, e o quão rápido ela foi embora de lá, a série está passando uma mensagem errônea [da situação]." Ela complementou que "não temos que esperar que Gossip Girl seja um modelo de moralidade ou até mesmo de realismo, mas a ideia de que o amor verdadeiro precisa que seja jogado um caco de vidro no rosto é perturbadora, até mesmo nesse mundo paralelo."

### Quinta temporada
No primeiro capítulo da quinta temporada, Blair continua planejando seu casamento com Louis, mas começa a encontrar defeitos no relacionamento. Mais tarde é revelado que ela está grávida. Blair conta a Chuck que o bebê é de Louis e que parte dela queria que ele fosse o pai. Dan se torna o confidente de Blair ao passo que é revelado que ele está apaixonado por ela, embora ela permaneça indiferente aos sentimentos dele, afirmando que não existe nada entre eles a não ser amizade.
Embora Blair insiste que está apaixonada por Louis, ela começa a procurar Chuck. Os dois eventualmente declaram o amor que sentem um pelo outro antes de sofrerem um acidente de carro. Apesar de ambos se recuperarem, Blair sofre um aborto devido ao acidente. Já no dia casamento, a Gossip Girl posta um vídeo de Blair confessando seu amor por Chuck. Mesmo assim, Louis e Blair se casam, embora Louis conte a ela que eles terão um casamento sem amor e de fachada. Ela então recebe o apoio de Dan, com quem se beija no dia dos namorados. Após este acontecimento, Blair se vê dividida entre Dan e Chuck. Depois de obter dicas de como anular seu casamento, Blair escolhe iniciar uma relação amorosa com Dan. No final da temporada, entretanto, após um debate sobre qual amor é o melhor — com Dan ela se sente segura e com Chuck ela se sente vulnerável — Blair percebe que ainda está apaixonada por Chuck e decide procurá-lo.

### Sexta temporada

Blair e Chuck Bass, personagem interpretado por Ed Westwick.

No primeiro episódio da sexta e última temporada, Blair e Chuck fazem um pacto de somente ficarem juntos após alcançarem seus objetivos. Enquanto Blair almeja obter sucesso no comando da empresa Waldorf Designs, Chuck pretende derrotar seu pai, Bart, que na quinta temporada foi revelado que estava vivo. Blair trabalha arduamente no desenvolvimento da sua carreira como estilista da Waldorf Designs, entre diversos contratempos, antes de obter uma coleção de roupas de sucesso e cumprir sua parte no pacto.
No penúltimo episódio da temporada, Bart morre ao cair do terraço de um prédio enquanto tentava atacar Chuck, e somente Blair testemunha o ocorrido.
 Posteriormente, ela se casa com Chuck visando os privilégios matrimoniais em que a esposa não pode ser forçada a depor contra o esposo, e, desta forma, ambos são dispensados pela polícia porque não existem evidências para acusar Chuck, a não ser a única testemunha, Blair, agora sua esposa.
Quando é revelado que a blogueira Gossip Girl na verdade é Dan Humprey, Blair fica furiosa e diz que ele arruinou a vida de todos, mas Serena diz a Blair que ela só está brava porque era Dan quem controlava tudo. Blair então presume que agora está tudo acabado e que eles podem crescer e seguir em frente. Dan confirma e diz que a Gossip Girl está "morta".
Cinco anos após o casamento, Chuck e Blair estão felizes e tem um filho pequeno chamado Henry. Blair parece estar bem sucedida como diretora da Waldorf Designs. Em sua última aparição, Blair aparece de mãos dadas com Chuck enquanto presenciam o casamento de Serena e Dan em uma cerimônia privada.

## Recepção da crítica

### Obras impressas
Em sua crítica sobre da série literária para o The New Yorker, Janet Malcolm classificou a personagem como "uma anti-heroína de primeira categoria" e afirmou que "a série pertence à terrível Blair, quem inspira os melhores flertes com a comédia de von Ziegesar". Ela também comparou Blair a personagens vintages de filmes e da literatura, como Becky Sharp e Lizzie Eustace. Além destas, a personagem também foi comparada a personagens notávis da era contemporânea como Lila Fowler da série de televisão Sweet Valley High e Blair Warner da série The Facts of Life.
No livro Children's Literature and Culture, lançado em 2007, o escritor Harry Edwin Eiss repreendeu a representação da bulimia de Blair. "Se desenvolvida propriamente, a inclusão da sua enfermidade pode proporcionar uma lição eficaz para os leitores que se preocupam com o peso e o consumo de comida. Mas, infelizmente, Cecily von Ziegesar, a autora da série, apresenta uma visão seriamente falha da situação ao colocar a doença de Blair somente como outra fonte de fofoca". Emily Nussbaum em sua crítica para a New York Magazine escreveu comentários similares e denominou a retratação da bulimia de Blair como se fosse "mais uma fraqueza nojenta do que uma patologia de pleno direito". Entretanto, ela elogiou a personalidade de Blair e a descreveu como uma "egocêntrica hilária".
Julie do Manga Maniac Cafe, inicialmente concedeu ao mangá de Gossip Girl críticas negativas, citando seu descontentamento com o desenvolvimento da personagem e do enredo. Entretanto, ela reconheceu que isso deu a ela maior apreciação de Blair no segundo volume do mangá, quando notou que Blair "realmente tinha que aprender a ser mais fria" após perder seu privilegiado estilo de vida. Ela escreveu que "Blair é uma daquelas personagens que é divertido odiar. Então imagine minha surpresa quando comecei a gostar dela no final da história".

### Série de televisão

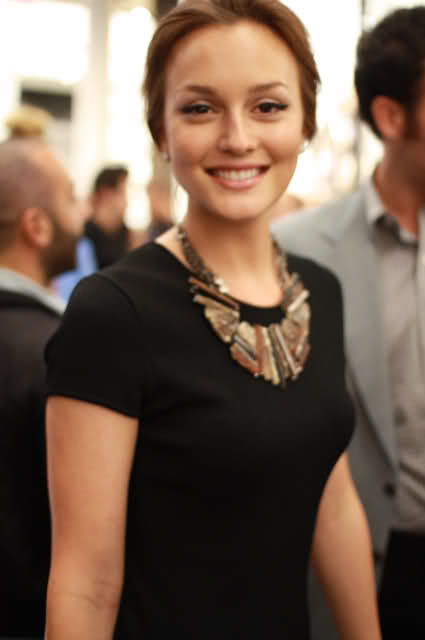
A interpretação de Meester como Blair recebeu aclamação da crítica. A atriz se preparou para interpretar a personagem lendo Gossip Girl.

Blair Waldorf adquiriu notoriedade na imprensa com a interpretação aclamada pela crítica de Leighton Meester, considerada a estrela da série de televisão. O Yahoo! proclamou a personagem como um dos membros do "panteão dos língua afiada da televisão, a alfa da escola solipsista". A New York Magazine declarou que a interpretação de Meester como Blair "é a atuação mais sofisticada da série", e a intitulou como a Heather Chandler da geração OMFG. Em 2008, a revista People comentou que "Meester se desvencilhou do elenco para ser a estrela [da série]". A revista Variety descreveu que sua atuação é semelhante a de "uma jovem predadora Joan Collins que praticamente respira fogo pelas narinas". A FHM denominou Meester como a "Melhor Estrela de TV de 2008", explicando que interpretando Blair Waldorf, "Leighton Meester roubou a cena com a sua atuação incrível e o seu vestuário alucinante". A revista OK! escreveu que a Blair de Meester é uma versão moderna da personagem Holly Golightly de Audrey Hepburn, e a aparência física de ambas também foi notada pelo USA Today. A revista Rolling Stone citou Blair como "a razão do porque nós amamos essa história de traição".
Em relação a fama fictícia de Serena, amiga de Blair, Tim Stack do Entertainment Weekly escreveu que "Serena pode ser a estrela na imprensa mas Blair está se tornando rapidamente a estrela da série". Citando a interminável veneração sobre Serena, a revista Glamour comparou as duas personagens e declarou que Blair Waldorf é mais bonita que Serena. Em maio de 2009, Blair recebeu a atenção da revista Forbes, que fez uma entrevista fictícia com a personagem por meio dos roteiristas da série.
Meester ganhou um Teen Choice Awards de atriz de televisão favorita em 2009 e em 2010. Em 2009, ela foi escolhida como a melhor vilã da televisão dos anos 2000 pelo Zap2it. O seu relacionamento com Chuck Bass foi incluído na lista de melhores casais de todos os tempos pelo TV Guide e pelo Entertainment Weekly.
Blair é considerada um ícone de estilo e elegância, e sua marca registrada, as tiaras, se tornaram muitos desejadas. O vestuário da personagem, creditado aos designers Abigail Lorick e Eric Daman, é popular e ganhou a atenção de revistas como a InStyle e a New York Magazine. O Entertainment Weekly escolheu Blair Waldorf e Chuck Bass como os personagens mais estilosos de 2008. O canal Lifetime classificou Blair em primeiro lugar em sua lista de "Os Dez Personagens Mais Bem Vestidos", enquanto a Glamour a nomeou como uma das personagens mais bem vestidas de todos os tempos e o TV Guide a classificou como a sexta personagem da televisão mais estilosa.  Durante uma entrevista para a Vanity Fair, os designers Eric Daman e Meredith Markworth-Pollack mencionaram Audrey Hepburn e Anna Wintour, editora-chefe da revista Vogue, como a inspiração para as roupas de Blair. Também citaram as socialites Tinsley Mortimer e Arden Wohl como influências.